# Veine saphène
Pour le nerf, voir nerf saphène.

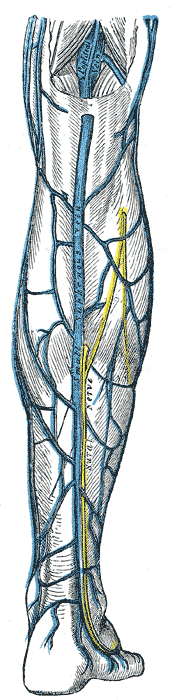
La petite saphène est au centre en bleu

Les veines saphènes sont des veines superficielles au niveau des jambes et cuisses.
Il y a deux saphènes :
- La petite saphène, ou saphène externe, visible sous la peau du côté arrière de la jambe et passant sous la malléole externe.
- La grande saphène, ou saphène interne, plus large, située au centre de la jambe, entre les muscles et les os, et donc invisible de l'extérieur.

## Pathologie
Les valvules anti-reflux présentes tous les 5 à 10 cm, peuvent se détériorer et occasionner un reflux qui est un flux rétrograde pathologique (du haut vers le bas).
La veine devient donc incompétente, ou incontinente, provocant une accumulation de sang vers le bas (reflux+remplissage normal des veines). La veine se distend entraînant des dilatations parfois visibles qu’on nomme « varices ».

## Emploi dans les pontages coronariens
Elles sont souvent employées en chirurgie en tant que greffon pour les pontages aorto-coronariens, même si elles tendent à laisser leur place aux artères mammaires internes. Elles sont alors prélevées au niveau d'une ou des deux jambes, retournées (afin d'éliminer le système valvulaire veineux) et implantées sur l'artère coronaire malade et sur l'aorte thoracique ascendante. Elles ont l'inconvénient, par rapport aux greffons mammaires, de se boucher davantage à moyen terme.
Le prélèvement peut être soit fait par incision sur toute la longueur de la veine, soit assisté par un endoscope, permettant d'être faite avec l'aide d'une petite incision. Cette dernière technique est associée avec un nombre moindre de complications sur le site de prélèvement. Elle a été soupçonnée d'avoir de moins bons résultats sur les artères coronaires (perméabilité, infarctus du myocarde, nécessité d'une revascularisation, décès) ce qui n'a pas été confirmé par la suite.